# Ramon Vila Capdevila

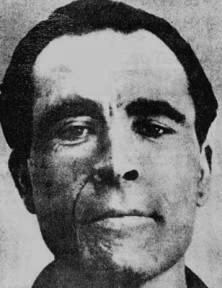
Ramon Vila Capdevila

Ramon Vila Capdevila, noto anche con lo pseudonimo di Caracremada (Ramon Vila i Capdevila; Peguera, 2 aprile 1908 – Rajadell, 7 agosto 1963), è stato un anarchico, partigiano e guerrigliero spagnolo. Attivo nella Guerra civile spagnola partecipò alla Resistenza francese con il nome di capitan Raymond. Dopo la fine della guerra fu uno degli esponenti di maggior rilievo della Guerriglia antifranchista; è noto anche come  Passos llargs.

## Biografia
Il soprannome Caracremada (in catalano, faccia bruciata), con cui è generalmente ricordato, deriva da un incidente capitatogli quando era ancora bambino. Durante un temporale un fulmine colpì lui e la madre. La madre morì sul colpo, lui rimase con una vistosa bruciatura sul volto. Divenuto anarchico e militante della Confederación Nacional del Trabajo, nel 1932 venne incarcerato per aver partecipato ad un tentativo insurrezionale nell'Alto Llobregat

Dopo lo scoppio della Guerra civile spagnola partecipò ai combattimenti nella colonna anarchica Tierra y Libertad e successivamente nel corpo dei Carabineros, dove raggiunse il grado di comandante (maggiore). Come molti anarchici rifiutò di accettare la militarizzazione delle milizie e preferì impiegarsi come incaricato dei rifornimenti in una fabbrica di Fígols

Dopo la vittoria di Franco andò in esilio in Francia. Dopo lo scoppio della Seconda guerra mondiale partecipò alla Resistenza francese. Nella zona di Rochechouart guidò, con il falso nome di capitano Raimon Llaugí Pons (o capitan Raymond), un battaglione partigiano, composto quasi esclusivamente da esuli spagnoli. Durante la lotta si mise particolarmente in luce per le sue doti di sabotatore contro l'invasore e per l'abilità nell'uso della dinamite Ai primi di giugno 1944 il suo reparto fece saltare un treno blindato della Divisione SS Das Reich nei pressi di Saint-Junien

Al termine del conflitto rientrò clandestinamente in Spagna, dove divenne uno degli esponenti di maggior rilievo della Guerriglia antifranchista operando nella zona del Basso e Alto Llobregat con sabotaggi, attentati alle infrastrutture, iniziative di propaganda. Braccato inutilmente per anni dalla polizia venne infine ucciso in un'imboscata il 7 agosto 1963

## IlCaracremadaoggi
Al Museu dels Maquis (Museo della Resistenza) di Castellnou de Bages (località dove è sepolto) una sala è dedicata alle vicende di Ramon Vila. Esiste un percorso di Trekking, la Ruta del Caracremada. che in cinque giorni di cammino consente di ripercorrere i principali sentieri dei Pirenei percorsi dall'anarchico durante i suoi spostamenti.

Nel 2010 è uscito il film Caracremada di Lluís Galter che ricostruisce le vicende del guerrigliero antifranchista (con Lluís Soler nel ruolo del protagonista)(.